# Колбрукдейл
Колбрукдейл (англ. Coalbrookdale) — село у Англії у графстві Шропшир. Розташоване в ущелині Айрон-Брідж. Відоме тим, що тут вперше було здійснено доменну плавку з використанням коксу.

## Населення
1931 рік — 1417 чоловік.

## Музей
Колбрукдейл лежить в ущелині Айронбридж, яка вважається батьківщиною промислової революції. Колбрукдейлський музей заліза є однією з філій Музею Айронбридж та належить до об'єктів Світової спадщини ЮНЕСКО.

## Галерея

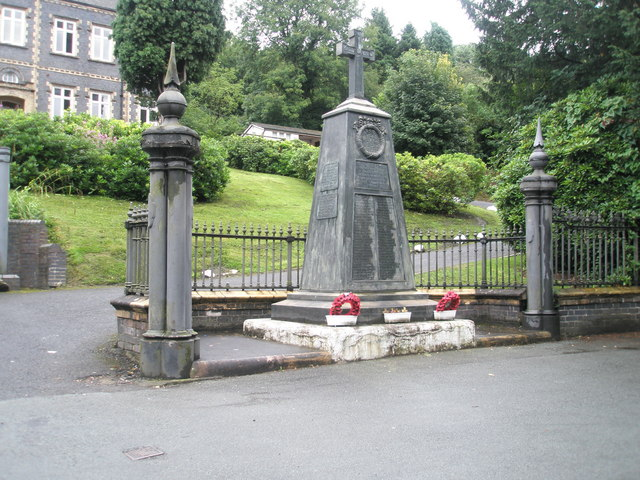
Військовий меморіал
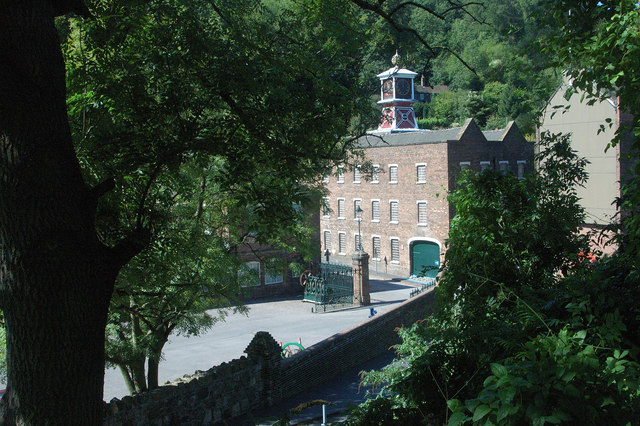
Музей заліза
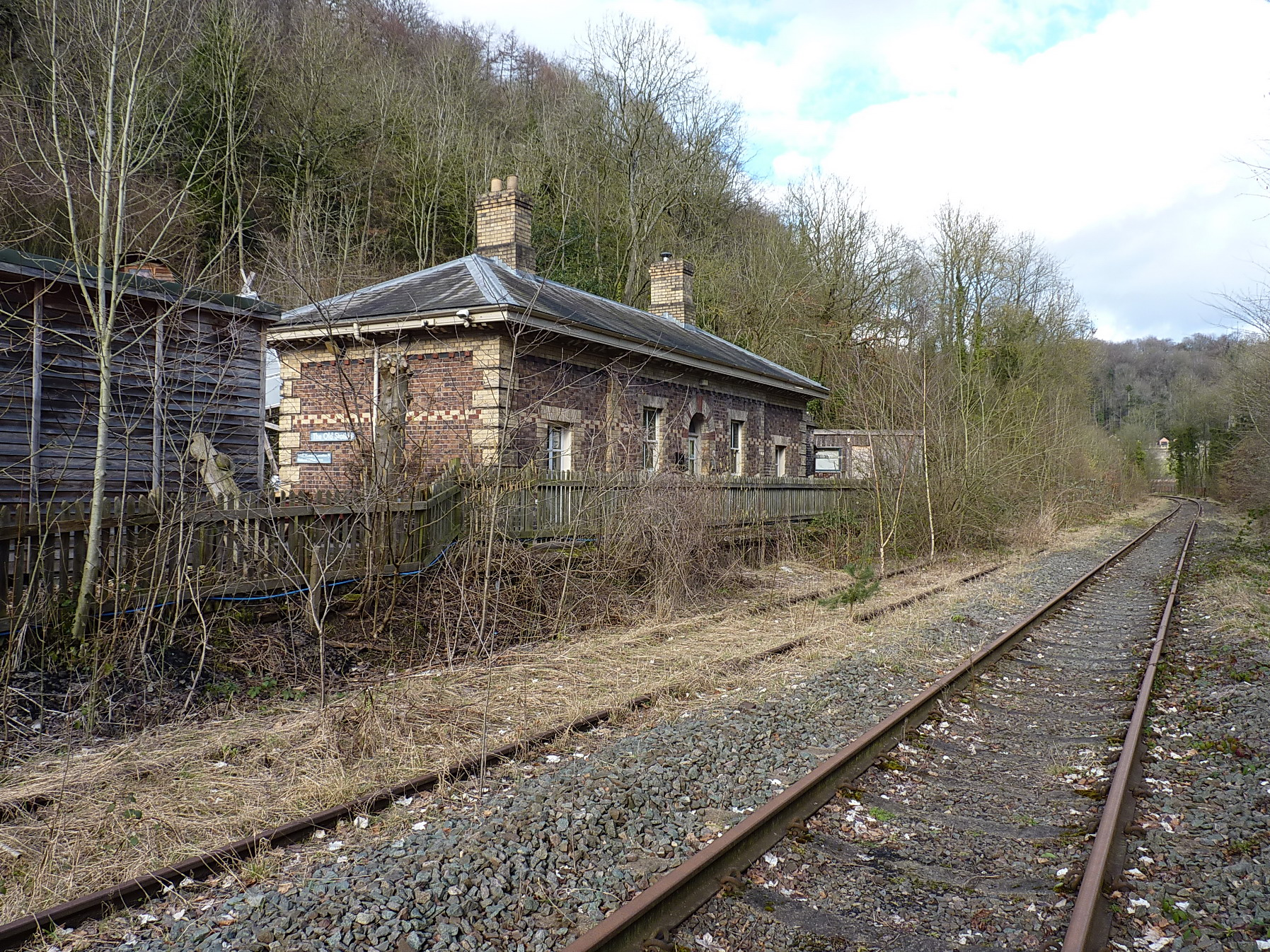
Колишня залізнична станція

## У мистецтві

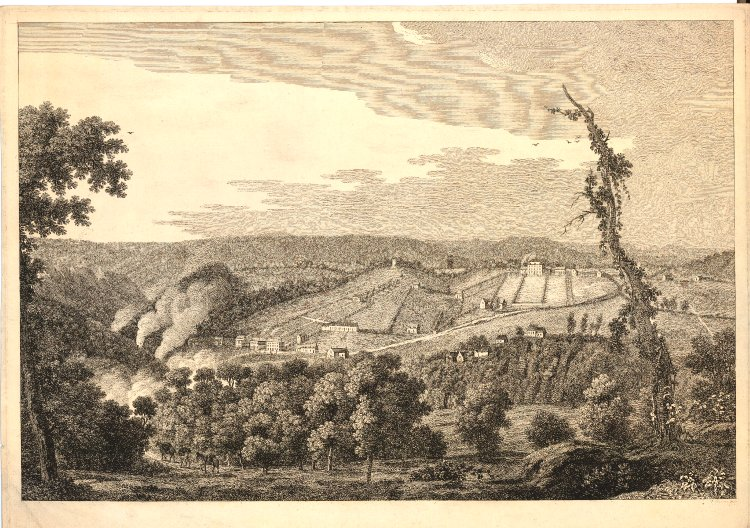
«Вид на Колбрукдейлський чавуноливарний завод» (гравюра; 1758)
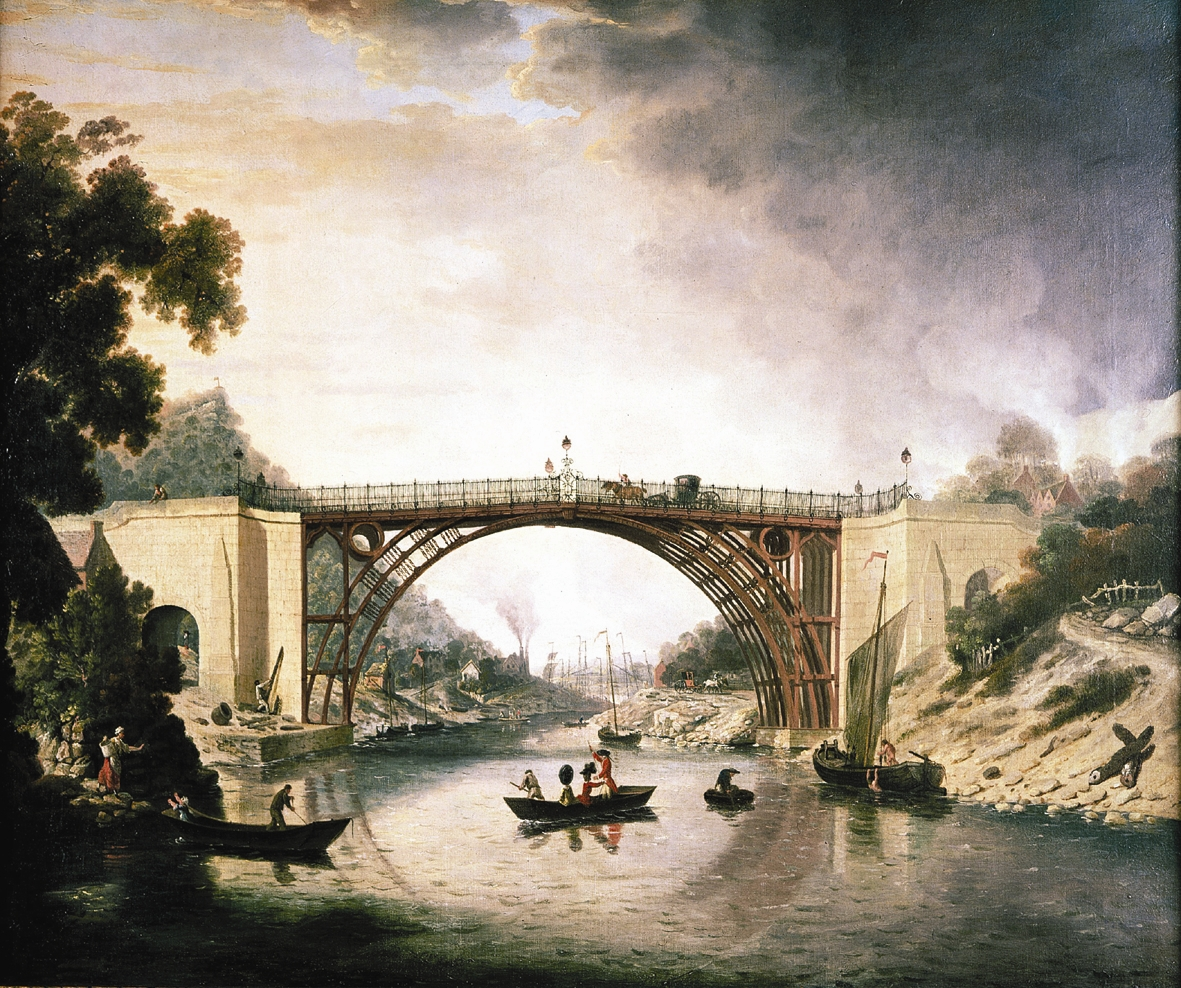
Вільям Вільямс «Чавунний міст поблизу Колбрукдейла» (1780)
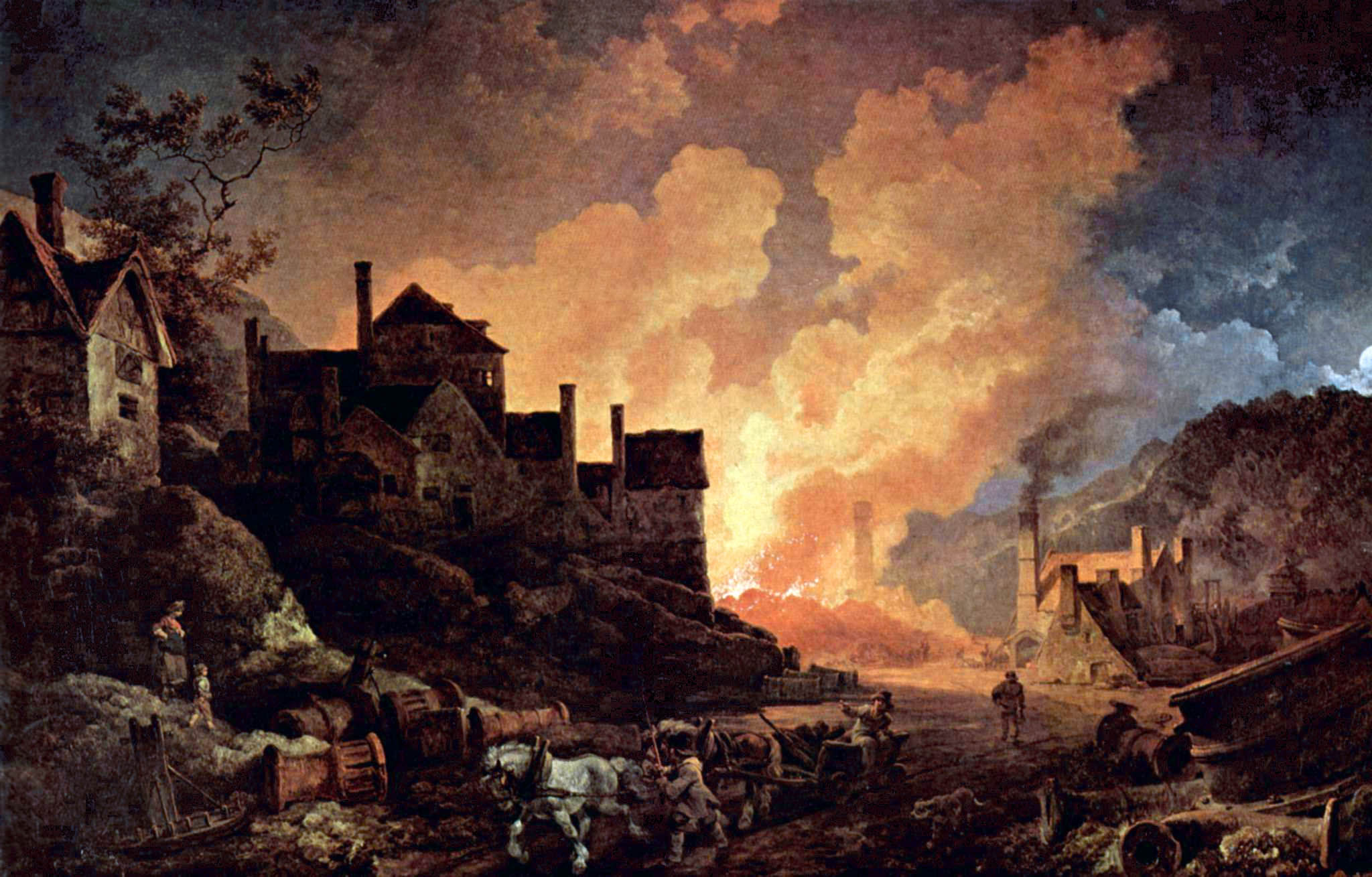
Філіп Якоб (Джеймс) Лютербург «Колбрукдейл вночі» (1801). На картині зображено доменну піч, що належала «Колбрукдейл Компані» у 1776–1796 роках

## Цікавий факт
У середній школі села вчилася англійська письменниця Едіт Мері Парджетер, яка відома під криптонімом Елліс Пітерс.